# 万葉地名
万葉地名（まんようちめい）は万葉集に歌われている地名。その多くは万葉仮名で構成されており、現在の地名と大きく異なる場合がある。また、その地域の特色が地名となっていることが多い。

## 本州
- 蜻蛉島（あきづしま）

## 愛知県
- 伊良虞（いらご）- 田原市

## 滋賀県
- 淡海（あわみ）- 琵琶湖

## 奈良県
- 大和（やまと）
- いざ見の山 - 高見山

## 三重県
- 阿胡の浦・阿胡根 - 英虞湾
- 手節 - 答志島

## 岡山県
- 玉の浦玉島→玉島紹介サイト『ザ・玉島！！』[リンク切れ]

| スタブアイコン | サブスタブ | この項目は、まだ閲覧者の調べものの参照としては役立たない、文学に関連した書きかけの項目です。この項目を加筆・訂正などしてくださる協力者を求めています（P:文学、PJ:ライトノベル）。項目が小説家・作家の場合には{Writer-substub}を、文学作品以外の本・雑誌の場合には{Book-substub}を貼り付けてください。 |